# Flawinne
Flawinne (en wallon Flawene) est une section de la ville belge de Namur située en Wallonie dans la province de Namur.
C'était une commune à part entière avant la fusion des communes de 1977.
Le 2 août 1897, l'actuelle section de Belgrade se détacha de la commune de Flawinne pour former une commune indépendante.
À l'époque du département français de Sambre-et-Meuse, on la trouve sous le nom de Flavines.
Le 2 bataillon de commandos, qui compte 650 militaires, est caserné au Quartier Sous-Lieutenant Thibaut à Flawinne.

## Étymologie[3]
On trouve depuis le XIIe siècle plusieurs variantes du nom sous forme latinisée comme Flovana ou Flavina.
XIIe siècle, du vieux français ou wallon comme Flawenne, Flauuenne, Flawen ou Flawaine.
Et des formes plus francisées comme Flavines, Flavynes ou encore Flawinnes.
Selon Octave Petitjean, l'étymologie du nom de Flawinne reste inconnue.
Albert Carnoy suggère une origine germanique à partir du mot "Hloupa" signifiant "saut", qui proviendrait d'un rapide sur la Sambre à cet endroit.

## Démographie
- Sources:INS, Rem:1831 jusqu'en 1970=recensements, 1976= nombre d'habitants au 31 décembre

## Histoire[3]
Au début du Ier siècle de notre ère, constitution d'une villa romaine dont le domaine englobe le territoire actuel de Flawinne, Belgrade et une bonne partie de Malonne.
Le 23 septembre 1246 est établie une paroisse comprenant Flawinne et Ronet. Jehan est le premier curé de Flawinne.
Le 12 mars 1605, l'abbaye de Malonne rachète au chapitre de Saint-Lambert le patronage de l'église de Flawinne, depuis cette date, le curé de Flawinne sera un moine de l'abbaye jusqu'à la révolution française.
En 1683, l'établissement de la grande chaussée de Namur à Nivelles améliorera la situation économique du village et permettra ainsi l'émergence et le développement du hameau de Belgrade.
Le 24 septembre 1686, Jean-Jacques d'Hinslin, receveur général de la province, achète 3000 florins la seigneurie de Flawinne. La seigneurie sera abornée par "cerclemage" et entourée par les banlieues de Namur, Suarlée, le moulin de Salzinnes, Ronet, la Sambre, Floriffoux et La Falize, le 4 août 1687.
Le 25 mai 1692, Louis XIV, roi de France et de Navarre, met le siège devant Namur et établit son quartier général à la Rouge Cense, sur les hauteurs de Flawinne. Nicolas Boileau et Jean Racine l'accompagnent.
En 1695, Guillaume III d'Orange-Nassau, roi d'Angleterre et d'Écosse et Stathouder des Provinces-Unies met le siège devant Namur et établit son quartier général à la Rouge Cense.
La construction du château de Flawinne se termine vers 1710-1720 elle avait été initiée par Jean-Jacques d'Hinslin et terminée par son fils, Albert Nicolas d'Hinslin.
En 1773, le partage des Comognes est effectif par un édit de l'archiduchesse Marie-Thérèse d'Autriche.
Durant la révolution belgique, le 6 avril 1790 se tient une conférence au château de Flawinne entre les Belges Statistes de Henri van der Noot et Progressistes de Jean-François Vonck révoltés contre l'empereur Joseph II.
Le 21 novembre 1792, le Général Valence, commandant l'aile droite de l'armée française de Dumouriez, met le siège devant Namur et établit son quartier général au château de Flawinne.
Le 21 mars 1795, Flawinne devient un village du département français de Sambre-et-Meuse dont Namur est le chef-lieu
Le 1er octobre 1795, la Convention annexe officiellement les Pays-Bas autrichiens et la principauté de Liège à la France.
Les limites définitives de Flawinne seront fixées le 22 novembre 1804. Le hameau de Morivaux passe à la commune de Suarlée et Salzinnes-Les-Moulins à la Ville de Namur.
1806, constitution de la commune de Flawinne, Ronet est réunie à Flawinne.
1808, rétablissement de la paroisse de Flawinne.
1814, à la suite de la défaite de Napoléon à Leipzig, un détachement russe occupe la seigneurie de Flawinne et y commet de graves déprédations.
Juin 1815, dans les jours qui suivirent la bataille de Waterloo, vif engagement entre Français en retraite, Anglais et Prussiens aux alentours du château de Flawinne.
Entre 1820 et 1826, sous Guillaume Ier s'effectuent les travaux de canalisation de la Sambre.
1828 : Construction du moulin à vent, dit moulin Massinon.
1840, construction de la ligne de chemin de fer Namur-Charleroi.
1841, construction de l'église actuelle.
1848, reconstruction de l'ancienne église St Joseph de Belgrade par la commune de Flawinne.
1860, construction des écoles : deux classes.
1867, établissement de la gare de Flawinne.
1870, établissement de la paroisse St Joseph de Belgrade qui dépend toujours de la paroisse de Flawinne.
1874, construction de l'école communale de Belgrade.
1890, création de la gare de formation de Ronet.
2 août 1897, détachement des hameaux et lieux-dits de Belgrade, Boverie, Salzinnes, rue des Juifs, La Haube, Laide coupe, Fontillois et d'une partie de Ronet pour former la commune de Belgrade.
Dans les années 1930, création de la ligne d'autobus entre le haut de Flawinne et Namur via la route de la Basse-Sambre.
1937, construction de la caserne Sous-Lieutenant Thibaut.
Entre le 5 avril 1943 et le 13 mai 1944, Ronet est bombardé 23 fois.
Le bombardement le plus meurtrier eut lieu le 23 avril : trois cents maisons rasées, des milliers de fenêtres soufflées par les déflagrations.
Cinq personnes perdirent la vie. Quelques bombes vont se perdre dans le cimetière. Les Allemands exécutent 24 réfractaires.
En 1961, le 2e bataillon Commando s'installe à la caserne sous-lieutenant Thibaut.
Le 1er janvier 1977, malgré l'opposition d'une majorité de la population, la commune de Flawinne est fusionnée au Grand-Namur.
7 avril 1994 : Assassinat des 10 para-commandos du 2e bataillon de commandos à Kigali au Rwanda.
1995, démolition de la gare de Flawinne.

## Patrimoine, culture et folklore

### Patrimoine architectural
- Église Notre-Dame. Daté de 1841 sur le linteau du portail, édifice de style néo-classique[5].
- Château de Flawinne. Siège d'une seigneurie hautaine, il est acheté par Jean-Jacques d'Hinslin, seigneur de Maibes en 1686, dans la famille duquel elle resta jusqu'à la fin de l'Ancien Régime. En 1900 il est devenu la propriété du Chevalier David[5].
- Château Ladry, rue H. Linchet. Datant du milieu du XVIIIe siècle[6].
- Ferme de Lardinoy. Daté de 1679 sur une pierre au-dessus de la porte[6].

### Culture

#### Les Gozettis
Troupe de théâtre amateur, Site web des Gozettis.

#### Bibliothèque communale
L'ancienne bibliothèque paroissiale de Flawinne  est gérée par une équipe de bénévoles du Comité d'animation du village. L'entrée dans le Réseau namurois de Lecture publique en 2005 va permettre le développement de la Bibliothèque de Flawinne, notamment à l'occasion d'un déménagement dans l'ancienne école gardienne.

#### Comité d'animation de Flawinne
Le comité d'animation de Flawinne est une ASBL visant à promouvoir des animations festives, culturelles et sportives à Flawinne telles que la kermesse, la route des crèches, la Saint-Nicolas des enfants, un jogging, faisant partie du Challenge de la Ville de Namur, un VTT, plusieurs marches Adeps, etc.
Le comité a également créé une école des devoirs, la mise sur pied de cours d’informatique, l’organisation de voyages, une commémoration des victimes des deux guerres, etc.
Il publie La gozette qui est un petit journal local et qui parait trois fois par an.

### Folklore

#### L'enterrement de Vital
Vital est un mannequin en paille.
Jadis la coutume voulait qu'il arrive par train, le mercredi. On allait le chercher en grande pompe à la gare, avec l'Harmonie Saint-Lambert ou « Les Amis réunis ». Selon la tradition, il aurait émigré jadis en Amérique pour refaire fortune, après s'être ruiné à boire des kilolitres (…) de peket.
L'enterrement de Vital coïncide avec la fin de la kermesse (Qui n'existe plus). On défile dans le village.
Les jeunes étaient costumés en curés et en enfants de chœur.
À l'heure actuelle, Vital est toujours brûlé près de l'église, et comme on lui a bourré les poches de pétards, on assiste à un véritable feu d'artifice. La fête s'achève, comme de coutume, dans les cafés et aux petites heures.

## Galerie

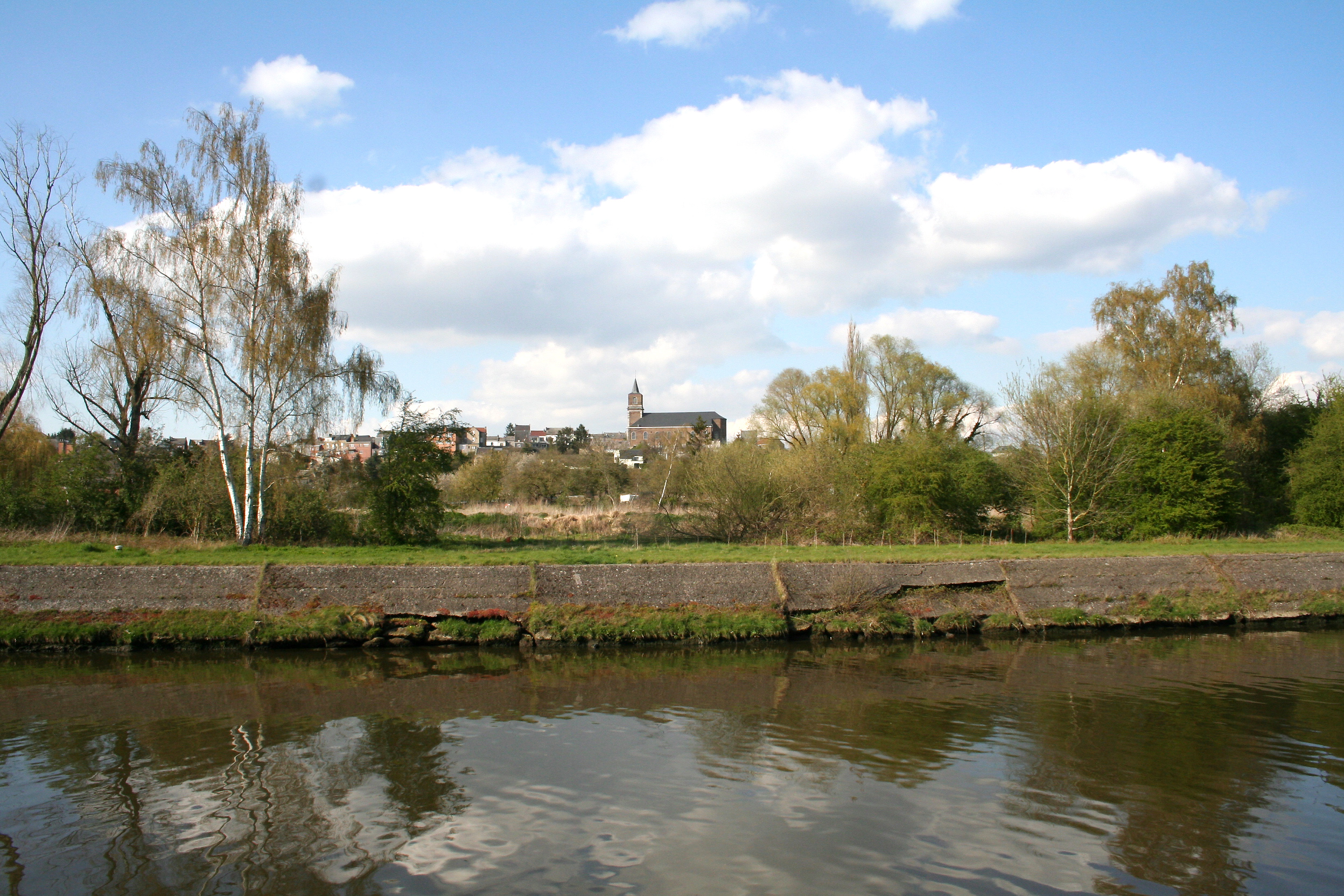
Le village vu depuis la Sambre.

## Sports et vie associative

### Sports
Flawinne possède un centre sportif qui dispose de deux terrains de Tennis, un half-court et un terrain de football. Les installations intérieures disposent d'une salle polyvalente de 16 × 10 m, une cuisine équipée, une cafétéria de 7,8 × 5,8 m et de deux vestiaires avec douches de 4,4 × 2,4 m et sanitaires.

#### Football
Le club de football local s'appelle le Standard Flawinne F.C. (Couleurs : jaune et noir).
Un autre club est présent dans la localité : Le F.C. Olympic Namur (Couleurs : noir et blanc).

#### Taekwondo
Le village héberge un club de Taekwondo depuis 1983, le Taekwondo Club Flawinne

#### Tennis de table
Un club de ping-pong existe dans la localité : Le TT Flawinne

## Personnalités

### Personnes nées ou ayant vécu à Flawinne
- Tine Briac (1914-2003) : Comédienne de théâtre en wallon.
- Vincent Pagé : Humoriste et comédien.
- Jérôme Colin : Journaliste, écrivain, animateur de télévision et comédien.
- Emmanuel Dell’Erba: comédien et metteur en scène.
- Tony Gillet : Constructeur automobile. Créateur de la Vertigo.
- Jacques Louis Bonet (Grand-Manil, 1822 - Flawinne (Hameau de Belgrade), 1894) : Artiste-peintre.
- Hubert Gaines : Cabaretier des "IV Fils Aymond" à Jaumaux. Il installe en 1719 une auberge à la Laide-Coupe dénommée "A Belgrade".
- Lucien Harmegnies (Flawinne, 12.02.1916 - Saint-Nicolas-la-Chapelle (Savoie, France), 18.02.1994) : Homme politique belge socialiste, premier bourgmestre du "Grand Charleroi".
- Louis-Joseph Mathieu (Flawinne (Hameau de Belgrade), 09.10.1817 - Paris, 16.01.1879) : Chevalier de la légion d'honneur. Fabricant d'instruments de chirurgie à Paris.
- Johan Lenaerts : Auteur du roman 'xAu détour d'un voyage et photographe.

### Bourgmestres, maires et mayeurs de la commune

#### Royaume de Belgique(1830 à nos jours)
Depuis la fusion des communes le 1er janvier 1977 et l'incorporation à la Ville de Namur, les Bourgmestres de Namur deviennent de facto ceux de Flawinne.
- Depuis 2012 : Maxime Prévot (Les Engagés/CDH).
- 2007 - 2012 : Jacques Etienne (CDH) (A démissionné le 5 mars 2012).
- 2001 - 2006 : Bernard Anselme (PS).
- 1983 - 2000 : Jean-Louis Close (PS).
- 1977 - 1982 : Louis Namèche (PSB).

Avant 1977
- 1971 - 1976 : Arthur Lorent (Flawinne 28.05.1910 - 1983).
- 1958 - 1970 : Albéric Ladry (Flawinne 15.08.1907 - Flawinne 10.07.1992).
- 1953 - 1958 : Arthur Lorent (Flawinne 28.05.1910 - 1983).
- 1946 - 1952 : Albéric Ladry (Flawinne 15.08.1907 - Flawinne 10.07.1992).
- 1943 - 1944 : Albéric Ladry (Flawinne 15.08.1907 - Flawinne 10.07.1992).
- . . . . -  . . . . : Fernand David de Lossy (Flawinne 20.01.1894 - Flawinne 29.06.1983).
- . . . . -  . . . . : Georges Emmanuel (Bourgmestre par intérim) (Flawinne 09.11.1874 - Flawinne 20.02.1962).
- 1932 - 1940 : Joseph Arnould (. . . . - 1945).
- 1914 -  . . . . : Arsène Gillain (Saint-Hubert 17.03.1878-. . . .).
- 1896 - 1914 : Edmond-Walerand Chevalier David (Reims, Marne (51), France 14.01.1865 - Flawinne 09.03.1914).
- 1891 - 1895 : Joseph Adam (Flawinne 04.07.1818 - Flawinne 23.11.1896).
- 1870 - 1890 : Jules Pirot (Flawinne 25.12.1837 - Flawinne 28.07.1915).
- . . . . -  . . . . : J. Florent.
- 1847 - 1869 : Ferdinand Pirot (Flawinne 18.04.1803 - Flawinne 11.12.1869).
- 1830 - 1846 : Philippe François Marie Misson (Namur 09.04.1776 - Flawinne (Hameau de Belgrade) 17.10.1858) Fut garde général des eaux et forêts à Bois-de-Villers sous le gouvernement des Pays-Bas[8].

#### Royaume des Pays-Bas(1815-1830)
- 1820 - 1830 : Jean-Baptiste Malevez (Flawinne 13.06.1795 - Flawinne 04.01.1857) Inspecteur général du cadastre.
- 1815 - 1820 : Jacques Hambursin (Mehaigne 07.04.1767 - Loyers 02.09.1841).

#### République française(1792-1804) etEmpire français(1804-1814, 1815)
- 1806 - 1814 : Chevalier Charles Huldenbergh van der Borch (Bruges 1752 - Flawinne 16.02.1830).
- 1792 - 1805 : Jacques Hambursin (Mehaigne 07.04.1767 - Loyers 02.09.1841).

#### Pays-Bas autrichiens(1713-1794) etÉtats-belgiques-unis(1789-1790)
- 1789 - 1792 : Pierre Gaine (1740 - Flawinne 05.04.1802).
- . . . . - 1789 : Joseph Mathieu.

Fin du XVe siècle : Gerard Balloteau (Mayeur).

### Les curés de la paroisse
- Depuis 2020 : Christophe Bikuika.
- 2002 - 2020 : Guy De Smet (Anvers 25.06.1952 - Woluwe-Saint-Lambert 10.07.2020).
- 2000 - 2002 : Jean Debusscher.
- 1998 - 2000 : André Lerusse.
- 1994 - 1998 : Gilbert Hubermont.
- 1977 - 1994 : Auguste Hiernaux (. . . . - 03.08.1995).
- 1955 - 1977 : A. Thiry.
- 1950 - 1955 : L. Warrand.
- 1942 - 1950 : B. Butaye.
- 1926 - 1942 : A. Côme.
- 1904 - 1926 : D. Paquet.
- 1879 - 1904 : Emile Jean Joseph Ladislas Deheneffe (Namur 25.05.1840 - Flawinne 02.08.1904).
- 1869 - 1879 : H. J. Deleuze (Notre-Dame) (. . . . - 23.04.1879) / 1870 -  . . . . : J.B.J. Plomteux (Belgrade).
- 1833 - 1869 : Pierre Pirotte (05.06.1802 - xx.01.1876).
- 1811 - 1833 : Martin Toisoul.
- 1802 - 1809 : Antoine Thémon.
- 1794 - 1802 : Joseph Desgrange (Florennes 17.08.1738 - Malonne 08.04.1826).
- 1791 - 1794 : G. Fabry.
- 1762 - 1791 : Jean-François Castiaux.
- 1751 - 1762 : Guillaume Terwagne.
- 1731 - 1751 : Nicolas Sauveur.
- 1711 - 1731 : Henry-Hubert Farsy (Amay 22.12.1681 - 16.07.1752).
- ~1674 - 1688 : Antoine Bovinisty (26.08.1639 - ?).
- ~1573 : Jan Warnier.
- ~1542 : Jehan Guduffe.
- Vers la fin du XVe - début XVIe siècle : Jehan Balloteau (Jehan Balloteau fut curé de Flawinne durant 46 ans, du XVe au XVIe siècle).
- XIIIe siècle : Jean, premier curé de Flawinne.